# Borgo Pio
Borgo Pio è una strada che collega via di Porta Castello e via di Porta Angelica, a Roma, nel rione Borgo.
La via fu istituita con la bolla di papa Pio IV Erectionis civitatis Piae prope arcem Sancti Angeli, datata 5 dicembre 1565. La costruzione della via, avviata durante il pontificato di Pio IV (da cui prende nome il borgo), fu proseguita da papa Gregorio XIII, come testimoniato da un'epigrafe sita vicino alla chiesa di Sant'Anna dei Palafrenieri:
GREGORIUS XIII PONT. MAX

CIVITATEM PIAM A PIO IV

COEPTAM SALUBRITATI

CIVIUM CONSULENTES

AEDIFICIS ORNAVIT

ET VIAS SILICE STRAVIT

ANNO VIII MDLXXX

CURABANT

PAULUS BUBALUS

ET SEBASTIANUS VARUS

AEDILES.
Per la vicinanza con la chiesa di Sant'Anna, fu chiamato anche borgo Sant'Anna.